# François Jauffret
François Jauffret (ur. 9 lutego 1942 w Bordeaux) – francuski tenisista, reprezentant w Pucharze Davisa.

## Kariera tenisowa
Jauffret startował jako amator aż do ery open, później razem z tenisistami zawodowymi. Wygrał dwa turnieje singlowe rangi ATP World Tour, a w dalszych trzech osiągnął finał.
W grze podwójnej zwyciężył w siedmiu imprezach z cyklu ATP World Tour, a także awansował do pięciu finałów.
W latach 1964–1978 występował w reprezentacji Francji w Pucharze Davisa. Występował w singlu i deblu, a łącznie wygrał 43 mecze i przegrał 27, w 35 spotkaniach międzypaństwowych.
W rankingu gry pojedynczej Jauffret najwyżej był na 20. miejscu (6 listopada 1974), a w klasyfikacji gry podwójnej na 33. pozycji (23 sierpnia 1977).

### Finały w turniejach ATP World Tour

#### Zwycięzca
gra pojedyncza (2):
- 1969 Buenos Aires
- 1971 Kair

gra podwójna (7):
- 1972 Paryż (hala)
- 1974 Paryż (hala)
- 1975 Düsseldorf
- 1976 Nicea
- 1977 Murcja, Monte Carlo
- 1978 Nicea

#### Finalista
gra pojedyncza (3):
- 1971 Paryż
- 1974 Monachium
- 1975 Kair

gra podwójna (5):
- 1971 Paryż
- 1974 Bretton Woods
- 1975 Kitzbühel
- 1977 Båstad, Hilversum